# Wielki Wołowy Żleb

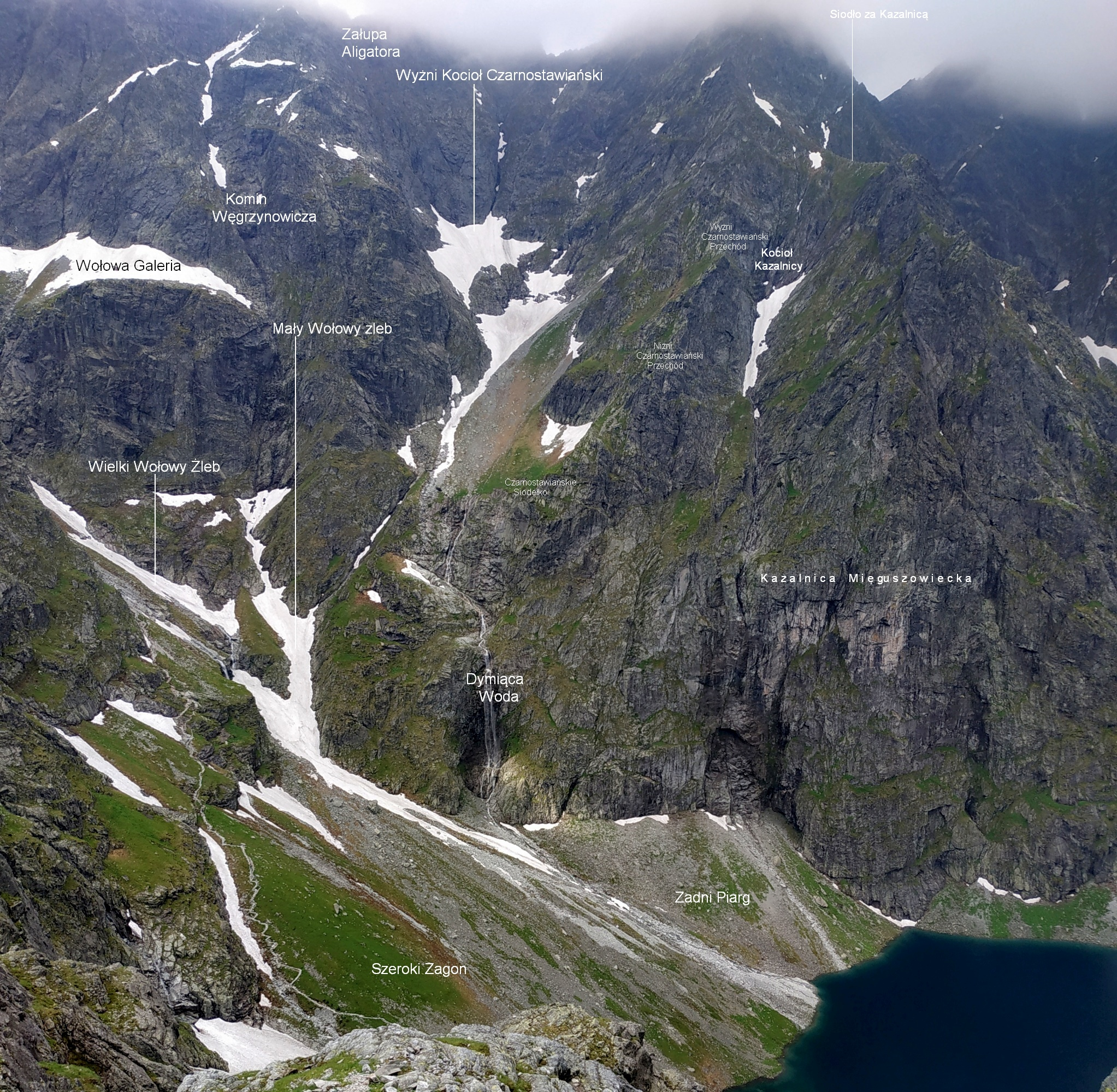
Wielki Wołowy Żleb wśród opisanych obiektów

Wielki Wołowy Żleb – żleb w Wołowym Grzbiecie w Tatrach Wysokich. Znajduje się w jego polskiej części, na północnych stokach opadających do dna Czarnostawiańskiego Kotła.
Wielki Wołowy Żleb powstaje poniżej lewej krawędzi (patrząc od dołu) Wołowej Galerii. Opada skośnie w dół wzdłuż podstawy ściany podcinającej od dołu tę galerię i uchodzi do Zadniego Piargu nad Czarnym Stawem pod Rysami. Ma jedno orograficznie lewostronne odgałęzienie – Mały Wołowy Żleb.
Dolna część koryta Wielkiego Wołowego Żlebu zbudowana jest z wielkich skalnych bloków i wymytych płyt. Jest szeroka i co roku ulega sporemu pogłębieniu. Zbudowane ze zlepionych mułem otoczaków i żwiru boczne ścianki żlebu są podobne do lodowcowych moren.
Nazwę żlebowi nadał Władysław Cywiński w 12 tomie przewodnika Tatry.